# Якутинская
Якутинская — деревня в Вожегодском районе Вологодской области.
Входит в состав Нижнеслободского сельского поселения, с точки зрения административно-территориального деления — в Нижнеслободский сельсовет.
Расстояние по автодороге до районного центра Вожеги — 42 км, до центра муниципального образования Деревеньки — 7 км. Ближайшие населённые пункты — Угленская, Заречная, Анкудиновская.
По переписи 2002 года население — 31 человек (15 мужчин, 16 женщин). Преобладающая национальность — русские (97 %).